# Табар-Черкийское сельское поселение
Табар-Черкийское се́льское поселе́ние — муниципальное образование в Апастовском районе Татарстана Российской Федерации.
Административный центр — деревня Табар-Черки.

## История
Статус и границы сельского поселения установлены Законом Республики Татарстан от 31 января 2005 года № 8-ЗРТ «Об установлении границ территорий и статусе муниципального образования "Апастовский муниципальный район" и муниципальных образований в его составе»

## Население
| 2010 | 2011 | 2012 | 2013 | 2014 | 2015 | 2016 |
| ---- | ---- | ---- | ---- | ---- | ---- | ---- |
| 655  | ↘651 | ↘641 | →641 | ↗651 | ↘634 | ↘618 |
| 2017 | 2018 |      |      |      |      |      |
| ↘609 | ↘605 |      |      |      |      |      |

## Состав сельского поселения
| № | Населённый пункт | Тип населённого пункта          | Население |
| - | ---------------- | ------------------------------- | --------- |
| 1 | Починок-Енаево   | село                            |           |
| 2 | Табар-Черки      | деревня, административный центр |           |
| 3 | Тюбяк-Черки      | деревня                         |           |